# Rio Cicârlău
O Rio Cicârlău é um rio da Romênia, afluente do Someş, localizado no distrito de Maramureş.